# Dot Farley

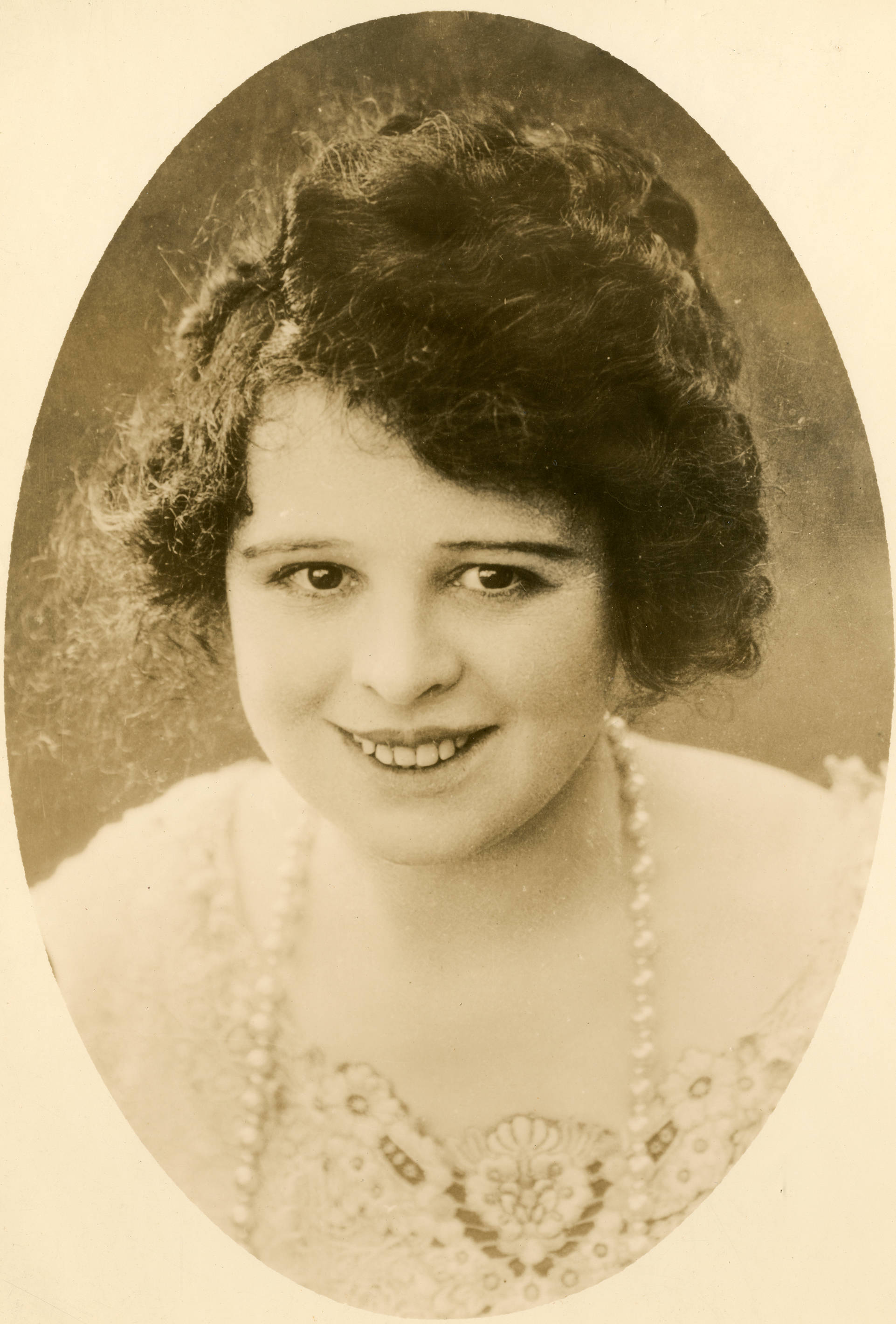
Dot Farley (1922)

Dot Farley (Chicago, 6 de febrer de 1881 – South Pasadena, 2 de maig de 1971) va ser una actriu i guionista de cinema. Durant la seva carrera va participar en més de 300 pel·lícules i va escriure més de 200 guions.

## Biografia

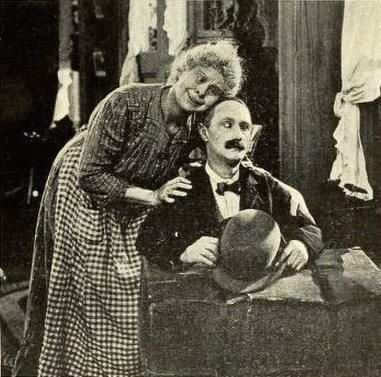
Dot Farley i Ben Turpin en la pel·lícula A Small Town Idol (1921)

Dorothea Farley (nom artístic Dot Farley) va néixer a Chigago el 1881. D'ençà els tres anys va estar dalt de l'escenari, va actuar en produccions com “Wedding Bells” en la companyia d'E. A. MacDowell i va arribar a tenir la seva pròpia companyia. Va fer tan teatre dramàtic com musical, comèdies, etc. Estava treballant amb en una companyia d'òpera còmica a Chicago quan, com a conseqüència de problemes amb la veu, el 1910 va acceptar un contracte amb l'Essanay. En 6 anys ja havia passat per multitud de companyies diferents: l'American, la Luna Company de la Universal, la St.Louis M.P. Co, la Keystone, de la que va ser una de les primeres comediants, Kay-Bee, Alburquerque i la Century. Muntava molt bé a cavall i va participar en diferents westerns però es va fer un nom sobretot amb les comèdies amb Mack Sennett per a la Keystone. Malgrat que es tenen referenciades molt poques pel·lícules, va escriure gran quantitat de guions i per exemple el 1915 era la principal font de subministrament d'història per a Luna i també en va escriure molts per a la St. Louis Co. Després que Luna va entrar en bancarrota, Farley va continuar actuant fins als anys 40 acabant la seva carrera en una sèrie de comèdies curtes en les que interpretava la sogra d'Edgar Kennedy que es van interrompre amb la mort d'aquest el 1948. Va morir anys més tard a South Passadena el 1971.

## Filmografia seleccionada

### Actriu
- Murphy's I.O.U. (1913)
- The Bangville Police (1913)
- Passions, He Had Three (1913)
- Peeping Pete (1913)
- Fatty Joins the Force (1913)
- Some Nerve (1913)
- On His Wedding Day (1913)
- Cohen Saves the Flag (1913)
- The Price of Crime (1914)
- A Web of Fate (1914)
- A Sage Brush Leading Lady (1914)
- Too Many Wives (1914)
- The Toll of the War-Path (1914)
- Even Unto Death (1914)
- A Woman's Way (1915)
- Her New Yob (1915)
- Aunt Matilda Outwitted (1915)
- Inherited Passions (1916)
- The House of Terrible Scandals (1917)
- Shadows of Her Pest (1918)
- A Self-Made Lady (1918)
- Looney Lions and Monkey Business (1919)
- Frisky Lions and Wicked Husbands (1919)
- An Elephant on His Hands (1920)
- A Small Town Idol (1921)
- Home Talent (1921)
- Astray from the Steerage (1921)
- The Crossroads of New York (1922)
- Young Sherlocks (1922)
- When Knights Were Cold (1923)
- Tea: With a Kick! (1923)
- The Acquittal (1923)
- Boy of Mine' (1924)
- The Mask of Lopez (1924)
- Listen Lester (1924)
- A Self-Made Failure (1924)
- The Enemy Sex (1924)
- The Signal Tower (1924)
- The Fatal Mistake (1924)
- Vanity's Price (1924)
- So Big (1924)
- Border Intrigue (1925)
- My Son (1925)
- The Three Way Trail (1925)
- Dr. Pyckle and Mr. Pryde (1925, Short)
- Rugged Water (1925)
- The Unchastened Woman (1925)
- The Red Kimono (1925)
- A Woman of the World (1925)
- Lure of the Track (1925)
- Memory Lane (1926)
- The Grand Duchess and the Waiter (1926)
- The Little Irish Girl (1926)
- Brooding Eyes (1926)
- The Still Alarm (1926)
- Money Talks (1926)
- So This is Paris (1926)
- Honesty – The Best Policy (1926)
- The Family Upstairs (1926)
- Young April (1926)
- The Timid Terror (1926)
- Nobody's Widow (1927)
- The Overland Stage (1927)
- McFadden's Flats (1927)
- Girl in the Rain (1927)
- The Shamrock and the Rose (1927)
- All Aboard (1927)
- The King of Kings (1927)
- Yours to Command (1927)
- The Lost Limited (1927)
- His First Flame (1927)
- The Climbers (1927)
- Tired Business Men (1927)
- Topsy and Eva (1927)
- Breakfast at Sunrise (1927)
- The Girl from Everywhere (1927)
- The Garden of Eden (1928)
- Lady Be Good  (1928)
- Black Feather (1928)
- The Code of the Scarlet (1928)
- The Head Man (1928)
- Celebrity  (1928)
- Should a Girl Marry? (1928)
- Marquis Preferred (1929)
- Divorce Made Easy (1929)
- Why Leave Home? (1929)
- Harmony at Home (1930)
- The Unholy Three (1930)
- Road to Paradise (1930)
- The Little Accident (1930)
- The Third Alarm (1930)
- The Front Page (1931)
- A Woman of Experience (1931)
- Dancing Dynamite (1931)
- The Law of the Tong (1931)
- While Paris Sleeps (1932)
- Trapped in Tia Juana (1932)
- Lawyer Man (1932)
- Curtain at Eight (1933)
- Love Past Thirty (1934)
- Down to Their Last Yacht (1934)
- Diamond Jim (1935)
- False Pretenses (1935)
- Ring Around the Moon (1936)
- Dummy Ache (1936)
- Wanted! Jane Turner (1936)
- Arizona Mahoney (1936)
- Love Is News (1937)
- We Have Our Moments (1937)
- Too Many Wives (1937)
- Rustlers' Valley (1937)
- The Purple Vigilantes (1938)
- The Road to Reno (1938)
- The Stranger from Arizona (1938)
- Slander House (1938)
- Lawless Valley (1938)
- I Stole a Million (1939)
- The Women (1939)
- $1,000 a Touchdown (1939)
- We Go Fast (1941)
- Look Who's Laughing (1941)
- Obliging Young Lady (1942)
- Tales of Manhattan (1942)
- La dona pantera (1942)
- Hers to Hold (1943
- Visca l'heroi victoriós (1944)
- San Fernando Valley (1944)
- Dimecres boig (1947)
- No se'm creuran (1947)
- Fighting Father Dunne (1948)
- The File on Thelma Jordon (1949)

### Guionista
- A Gypsy's Love (1912)
- The First Law of Nature (1914)
- A Fight for a Million
- The Trail of the Law (1914)
- A Web of Fate (1914)
- The Unwritten Justice (1914)
- The Price of Crime (1914)
- The Daughter of the Tribe (1914)
- The Lust of the Red Man (1914)
- The Toll of the War-Path (1914)
- How Johanna Saved the Home (1914)
- Reuben's Busy Day (1914)
- A Sage Brush Leading Lady (1914)
- Soul Mates (1914)
- A Mountain Goat (1914)
- Shot in the Fracas (1914)
- Rural Romeos (1914)
- Finished at Sea (1914)
- The Chaser (1914)
- His Neighbor's Pants (1914)
- Too Many Wives (1914)
- The Big Stick
- Inherited Passions (1916)